# 額田藩
額田藩（ぬかだはん）は、江戸時代前期に常陸国（現在の茨城県那珂市額田）に存在した藩で、水戸藩の支藩である。藩庁は額田城。

## 藩史
寛文元年（1661年）9月、水戸藩主徳川頼房の四男松平頼元が、兄の徳川光圀から水戸藩領のうち那珂郡内2万石を分与される内分分知で立藩した。当初は領地を与えられず、水戸藩から2万石分の年貢を与えられる形であったが、翌年には地方（じかた）に改められ、年貢を直接徴収できるようになった。また、御三家の分家（連枝）であるため参勤交代の義務がない定府大名であった。元禄6年（1693年）に頼元は死去し、嫡子頼貞が相続した。
元禄13年（1700年）9月、頼貞は幕府から陸奥国田村郡などに2万石を与えられたため、陣屋を田村郡内の守山に移した。旧領は水戸藩に返され、以後は守山藩として存続した。

## 歴代藩主
松平（水戸）家
2万石。親藩。
1. 頼元
2. 頼貞